# لاغفات
اللاغفات (بالإنجليزية: Cytophagaceae)‏ فصيلة من البكتيريا البيئية تتكون من 11 جنسا.